# Tuhundra, Siende och Yttertjurbo tingslag
Tuhundra, Siende och Yttertjurbo tingslag var ett tingslag i Västmanlands län i Västmanlands södra domsaga.  Tingsstället var Västerås.  
Tingslaget bildades 1894 av Tuhundra tingslag, Siende tingslag och Yttertjurbo tingslag
Tingslaget uppgick den 1 januari 1929 i Siende och Norrbo tingslag.

## Ingående områden

### Socknarna i häraderna
- Siende härad
- Tuhundra härad
- Yttertjurbo härad